# Laamu atoll

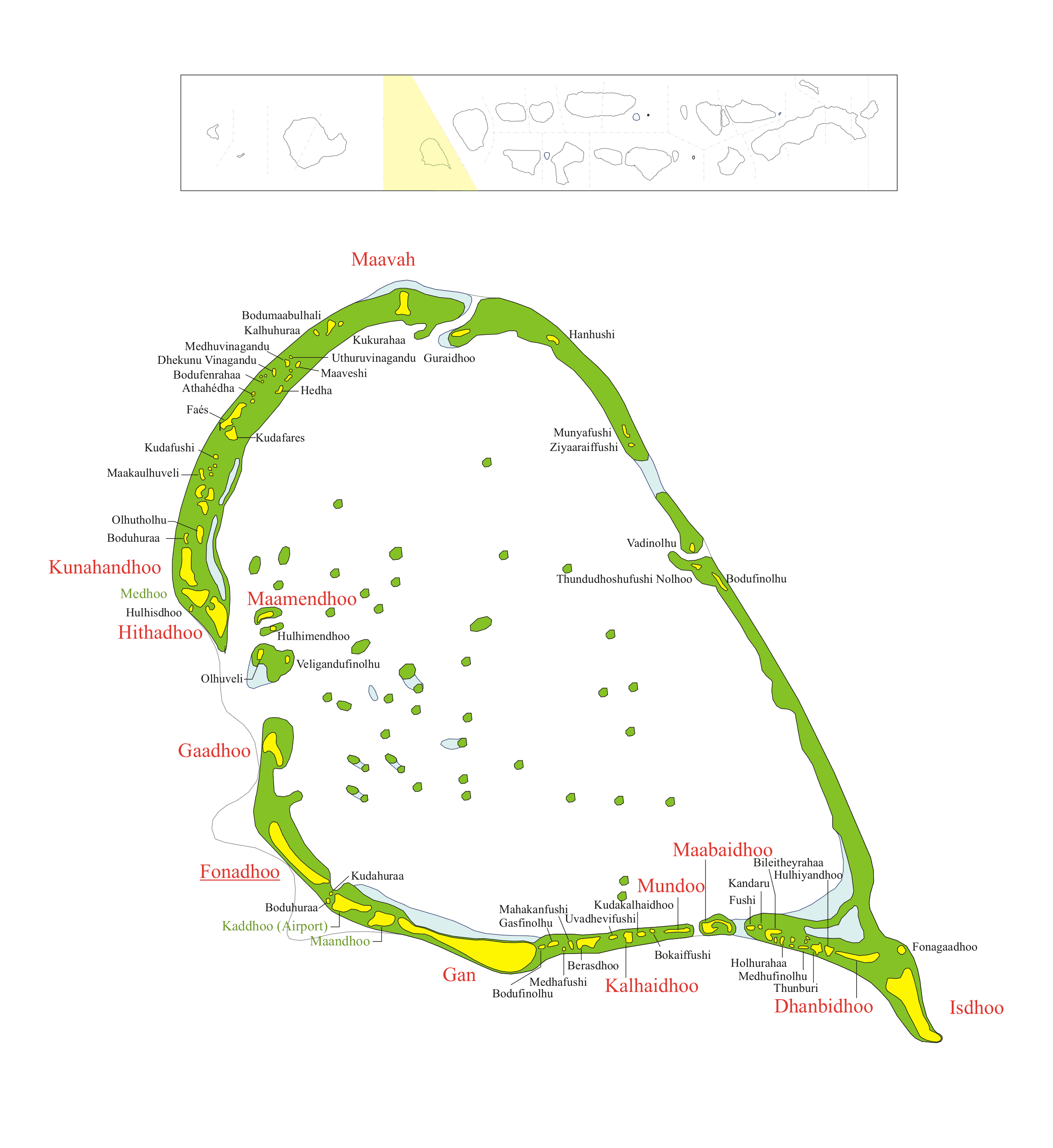
Karta över Laamu atoll.

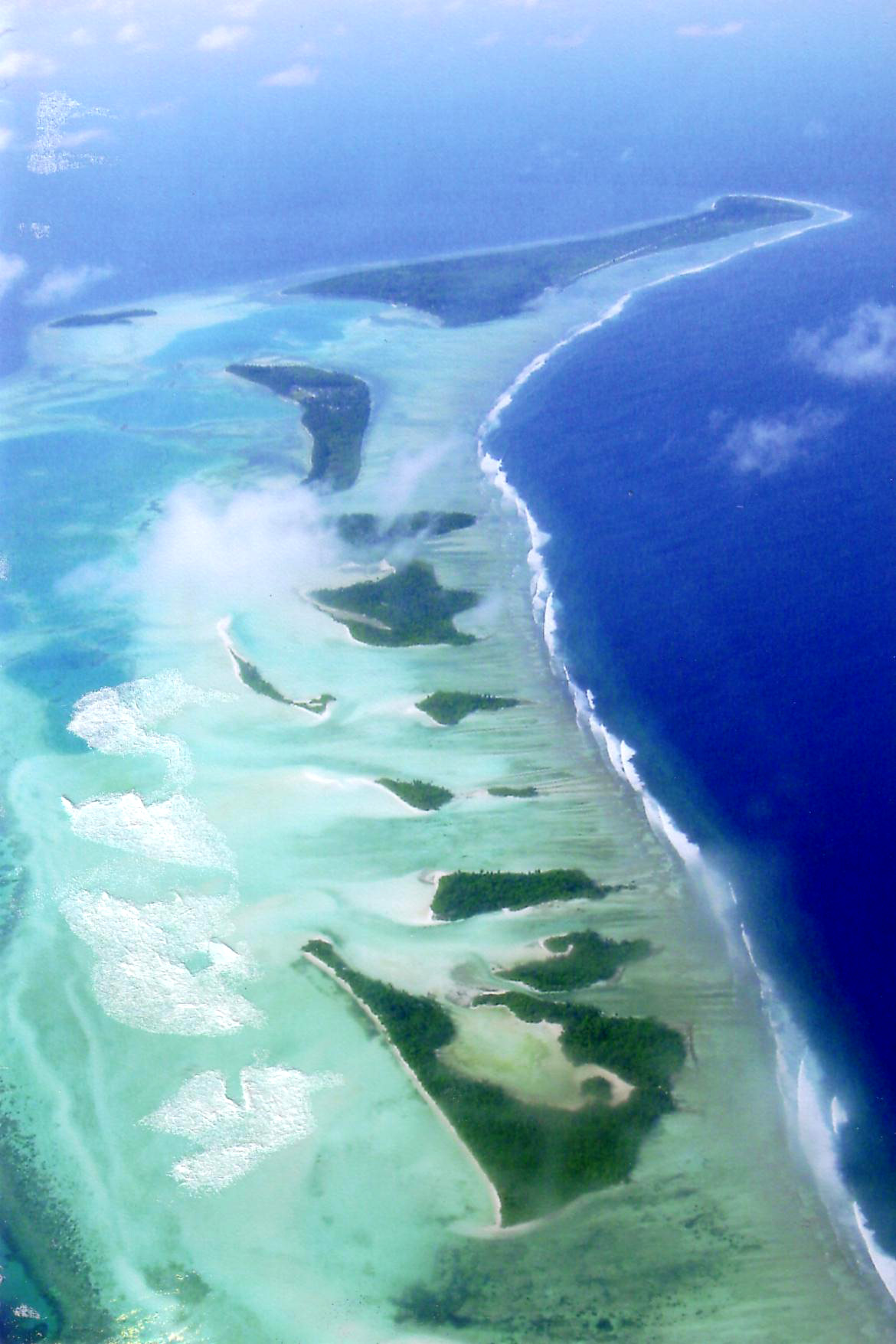
Öar på nordöstra kanten av Laamu atoll. Den bebodda ön Isdhoo samt flera obebodda öar kan ses på fotot.

Laamu atoll är en administrativ atoll i Maldiverna. Den ligger i den centrala delen av landet, den administrativa centralorten   Fonadhoo ligger 260 km söder om huvudstaden Malé. Antalet invånare vid folkräkningen 2014 var 12 676.
Den består av den geografiska atollen Haddhunmathiatollen som har 82 öar, varav 11 är bebodda: Dhanbidhoo, Fonadhoo, Gaadhoo, Gan, Hithadhoo, Isdhoo (med samhället Kalaidhoo), Kunahandhoo, Maabaidhoo, Maamendhoo, Maavah och Mundoo.

## I populärkulturen
Scener från 2016 års film Rogue One spelades in här, särskilt scenerna på planeten Scarif, som skildrades som en tropisk planet.